# طريقة العد الكويتية
طريقة العد الكويتية، طریقة من التقويم الهجري المجدول التی تستخدم مايكروسوفت للتحويل بين التواريخ الهجرية والميلادية.
ليس هناك انسجام ثابت ومحدد بين التاريخ الهجري والميلادي، بسبب أن التاريخ الهجري يحتكم إلى القمر في حساب أيامه، ومن المعروف أن القمر غير ثابت.
و تدّعي مايكروسوفت أنها اخترعت طريقة العد الكويتية معتمدة على أحداث تاريخية وإحصائات تحليلة من الكويت. مهما يكن، فنتائج هذه الطريقة هي نفس الاختلافات بين جدولة التاريخ الهجري والميلادي، وقد تم تقديم جدولة التاريخ الهجري عن طريق فلكيّون مسلمون قرابة القرن الثامن الميلادي.
بشكل محتوم، أي طريقة عدد غير محسوبة بشكل دقيق، والنتائج دائماً تكون اختلاف يوم أو يومين.

## كيفية طريقة العد الكويتية
ملاحظة: هذه النتائج قد أخذت من برنامج للتحويل بين التواريخ، ومن المحتمل ان تكون النتائج خاطئة.
- السنة العادية 354 أيام، السنة غير العادية (الکبیسة) لديها 355 يوم.
- الشهر الفردي في السنة يوجد به 30 يوم، الشهر الزوجي له 29 يوم، غیر ان الشهر الثاني عشر (ذو الحجة) للسنة الکبیسة له 30 يوم.
- الحادي عشر من كل ثلاثين سنة هي سنة کبیسة. السنة الکبیسة التي تكون ملائمة كوحدة قياس الـ 30 لأي من هذه الأرقام: 2, 5, 7, 10, 13, 15, 18, 21, 24, 26, 29 وبالتالي، فدورة ثلاثين سنة دائماً ما تدوم بالضبط (354×30) + 11 = 10631 يوم.
- العلاقة بين التاريخ الميلادي وطريقة العد الكويتية هي كالتالي: الأول من يناير 2000 (سبت) يتوافق مع 25 من رمضان 1420 (رمضان هو الشهر التاسع في التقويم الهجري).